# University of Queensland
27°29′52″S 153°00′46″Ø / 27.49778°S 153.01278°Ø
University of Queensland er et universitet beliggende i Brisbane i delstaten Queensland, Australien. Det har 37.518 indskrevne studerende (2006), 5.000 ansatte (2004) og er medlem af Universitas 21. Hovedcampusset er beliggende i Brisbane, mens der er afdelinger i Ipswich og Gatton.
Universitetet blev etableret 10. december 1909. I 1930 købte man området St. Lucia i Brisbane, hvor universitetets campus blev etableret. Det hidtidige universitetsområde, der ligger i centrum af Brisbane, rummer i dag Queensland University of Technology. University of Queensland har flere gange været rangeret blandt de bedste universiteter i Australien.
Organisatorisk består University of Queensland af syv fakulteter: Humaniora, naturvidenskab, jura og erhvervsøkonomi, sundhedsvidenskab, socialvidenskab, ingeniørvidenskab, fysik og arkitektur samt jordbrugsvidenskab og veterinærmedicin.